# Calwelliidae
Calwelliidae zijn een familie van mosdiertjes uit de orde Cheilostomatida en de klasse van de Gymnolaemata.

## Geslachten
De volgende geslachten zijn bij de familie ingedeeld:
- Calwellia Wyville Thomson, 1858
- Ichthyaria Busk, 1884
- Ijimaiellia Gordon, 2009
- Malakosaria Goldstein, 1882
- Onchoporella Busk, 1884
- Onchoporoides Ortmann, 1890
- Semiflustra d'Orbigny, 1853 (taxon inquirendum)
- Wrigiana Gordon & d'Hondt, 1997

Niet geaccepteerd geslacht:
- Ijimaia Gordon & d'Hondt, 1997 → Ijimaiellia Gordon, 2009